# Aphantophryne
Aphantophryne is een geslacht van kikkers uit de familie smalbekkikkers (Microhylidae). De groep werd voor het eerst wetenschappelijk beschreven door Dene Barrett Fry in 1917.
Er zijn drie soorten die leven in delen van Azië en endemisch zijn in Papoea-Nieuw-Guinea. Alle soorten zijn uitgesproken bergbewoners die op enige hoogte boven zeeniveau leven.

## Taxonomie
Geslacht Aphantophryne
- Soort Aphantophryne minuta
- Soort Aphantophryne pansa
- Soort Aphantophryne sabini

Aphantophryne · 
Asterophrys · 
Austrochaperina · 
Barygenys · 
Callulops · 
Choerophryne · 
Cophixalus · 
Copiula · 
Gastrophrynoides · 
Genyophryne · 
Hylophorbus · 
Liophryne · 
Mantophryne · 
Metamagnusia · 
Oninia · 
Oreophryne · 
Oxydactyla · 
Paedophryne · 
Pseudocallulops · 
Sphenophryne · 
Xenorhina